# Richard Rousselet
Richard Rousselet (* 9. August 1940 in Mons) ist ein belgischer Jazzmusiker (Trompete, Flügelhorn).

## Leben und Wirken
Rousselet entdeckte mit 15 Jahren den Jazz und brachte sich autodidaktisch das Trompetenspiel bei. Er spielte in verschiedenen lokalen Bands, traf auf Philip Catherine und Jack van Poll und begeisterte sich für den Modern Jazz. Beim ersten Jazzfestival von Ostende, wo er im Quintett mit Léo Delannoit, Jean Leclére, Ferry Devos und Félix Simtaine auftrat, wurde er von den Journalisten entdeckt. Beim Festival von Liberchies erhielt 1963 er den Prix Reinhardt, gefolgt vom Prix de la Maison de la Radio 1964 in Lausanne.
Im Sextett von Jacques Bekaert und Philip Catherine trat Rousselet beim Montreux Jazz Festival 1969 auf; dort wurde er als Solist ausgezeichnet und trat auch in der International Bigband von Clark Terry auf (Album At the Montreux Jazz Festival). Im Folgejahr repräsentierte er Belgien in der EBU-Bigband. Marc Moulin holte ihn in seine Rockjazz-Band Placebo, die zuerst beim Montreux Jazz Festival 1971 auftrat und dort mit dem zweiten Preis ausgezeichnet wurde; in dieser Band, die drei Studioalben veröffentlichte, spielte er mehrere Jahre. Daneben spielte er aber auch Dixieland (mit Alex Scorier entstand das Album This Is New-Orleans) und trat in der Belgian Big Band 72 auf. 1972 holte ihn zudem Michel Herr in seine Fusionband Solis Lacus, die trotz mehrerer Festivalauftritte erst 1975 ein Album einspielte. In den nächsten Jahren arbeitete er auch mit Johnny Griffin, Hal Singer, Pepper Adams, Cecil Payne und Idrees Sulieman, 1979 als Solist in der Bigband von Félix Simtaine, dann mit Jean-Pierre Gebler, Christine Schaller und den Gruppen Lilith und Lemon Air. Zwischen 1984 und 1986 gehörte er zur Bigband des Senders BRT.
Rousselet arbeitete mit Marc Moulin auch in dessen Bands Sam Suffy und Picnic zusammen. 1995 trat er bei Brosella Folk & Jazz mit Paul Dubois und der Gruppe The Sweet Substitute um Charles Loos auf. Weiterhin gehörte er zu Jean Warlands A Train Sextet. Er leitet das Ecaroh Quintet, das sich der Musik von Horace Silver widmet, die Gruppe Hommage à Gerry Mulligan (seit 2011) und die Big Band West Music Club, die im Stil von Glen Miller spielt. Ein weiteres Quintett hat er mit der Trompeterin Marie-Anne Standaert. Seit 2010 ist er zudem Mitglied der Brussels’ Little Big Band.
Rousselet unterrichtete von 1998 bis zur Pensionierung als Hochschullehrer am Königlichen Konservatorium Brüssel, seit 2005 im Antwerpener Jazz Studio. 1994 verlieh ihm die Commission du patrimoine den Prix Darche Frères für ein Leben im Dienst der Musik.

## Diskographische Hinweise
- Richard Rousselet, Michel Herr, John Ruocco, Jean-Louis Rassinfosse, Félix Simtaine: No, Maybe...! (1985)
- Waitin’ for You (1993, mit Michel Herr, Jeanfrançois Prins, Jean-Louis Rassinfosse, Frédéric Jacquemin)
- Richard Rousselet, Marie-Anne Standaert: Special Quintet Live at La Laiterie (2007)

## Lexikalischer Eintrag
- Émile Henceval: Dictionnaire du jazz à Bruxelles et en Wallonie. Liège: Pierre Mardaga, 1991.